# Daniel Myron LeFever

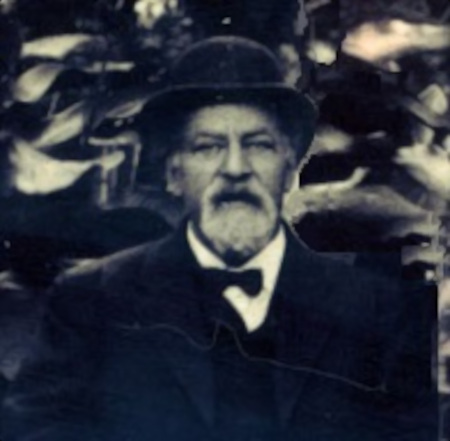

Daniel Myron LeFever (27 de agosto de 1835, Hopewell, Nova York — 29 de outubro de 1906 (71 anos), Syracuse, Nova York), foi um fabricante de armas Estados Unidos, popularmente conhecido como "Uncle Dan Lefever". Ele é reconhecido principalmente por ter criado a primeira escopeta com cão embutido produzida e comercializada com sucesso em 1878.

## Biografia
Nascido em Hopewell, Nova York, a carreira de "Dan Lefever" como armeiro começou como aprendiz em Canandaigua, Nova York, no início da década de 1850. Casou-se com Sarah Stead em 10 de junho de 1857, em Canandaigua. Ele abriu sua própria loja de armas em Canandaigua em 1857. Seu negócio principal era a fabricação de mosquete estriados por antecarga. Em 1862 ele se juntou a James Ellis para formar Lefever & Ellis. Eles fabricaram rifles de longo alcance que foram usados na Guerra Civil Americana. Essa parceria se desfez em 1867.

### Fábricas de armas
Em período anterior a 1870, D. M. Lefever mudou-se para Auburn, Nova York, onde se juntou a Francis Dangerfield para formar a Dangerfield & Lefever. Esta empresa fabricava principalmente espingardas duplas por retrocarga. Eles também converteram armas de antecarga para retrocarga. Esta empresa foi dissolvida no final de 1873 ou início de 1874.
No início de 1874, D. M. Lefever mudou-se para Syracuse, Nova York. Aqui ele se juntou a Lorenzo Barber para formar a Barber & Lefever. Novamente eles fizeram espingardas e rifles de carregamento por retrocarga. Essa parceria durou apenas dois anos.
D. M. Lefever então se juntou a John Nichols e formou a Nichols & Lefever. Durante este tempo, D. M. Lefever trabalhou no desenvolvimento da "espingarda sem cão" (o cão ficava embutido). Essas armas eram engatilhadas com uma alavanca na lateral da culatra. Em 1878, ele ganhou o primeiro prêmio no "St. Louis Bench Show and Sportsman's Association" como a melhor espingarda de carregamento por retrocarga da América.
Quando D. M. Lefever patenteou sua "espingarda sem cão" em 1880, ele deixou a Nichols & Lefever e abriu um negócio por conta própria. Em 1883, D. M. Lefever patenteou a primeira "espingarda sem cão" verdadeiramente automática. Isso internalizou o mecanismo de engatilhamento para que a arma fosse engatilhada automaticamente quando a culatra fosse fechada. Ele também patenteou o sistema ejetor automático que ejetava os cartuchos usados quando a culatra era aberta. Em 1886, D. M. Lefever perdeu o controle de sua empresa, que então se chamava Lefever Arms Company. No entanto, ele permaneceu como superintendente até 1901.
Em 1902, D. M. Lefever formou a D. M. Lefever, Sons & Company com os filhos Charles F. Lefever (também conhecido como Fred que mais tarde inventou o rifle por ação de bombeamento "Daisy Model 25"), Frank e George. Eles continuaram a fazer excelentes espingardas sem cão, mas não podiam competir com a maior "Lefever Arms Company" ogiginal. Em 1904 eles se mudaram para Ohio, primeiro em Defiance e dentro de um ano em Bowling Green. Em 1906, eles voltaram para Syracuse, Nova York, no entanto, antes de serem capazes de restabelecer uma empresa viável D. M. Lefever morreu em 29 de outubro em Syracuse de uma úlcera estomacal. Seus restos mortais estão enterrados, com sua esposa (que morreu em 1898), no cemitério Woodlawn em Syracuse.

## Uncle Dan Lefever Cup
A "Lefever Arms Collectors Association" criou a "Uncle Dan LeFever Cup" em homenagem ao legado de D.M. Lefever. A competição é realizada anualmente durante um evento de caça com armadilhas designado pela LACA. O atirador com a maior pontuação ganha um troféu gravado com o ano em que o campeão ganhou. Apenas membros da LACA, disparando armas Lefever, são elegíveis para o prêmio. A primeira "Uncle Dan Lefever Cup" foi concedida durante o "Greater Northeast Side by Side" em Friendsville, PA, em 6 de junho de 2010, e desde então tem realizado esses encontros/competições com regularidade, tendo ocorrido ambém em: 2011, 2012, 2013, 2014, 2015, 2016, 2017, 2018, 2019 e 2020.